# IC 2918
IC 2918 ist ein inexistentes Objekt, welches der Astronom Max Wolf am 27. März 1906 fälschlich als IC-Objekt beschrieb.